# Wilhelm Gumælius
Gustaf Wilhelm Gumælius, född 5 maj 1789 på Taxinge, Lids socken, Södermanlands län, död 22 november 1877 i Örebro,  var en svensk präst, författare och riksdagsman.

## Biografi
Wilhelm Gumælius var son till sergeanten Carl Magnus Gumælius och Brita Kristna Hedenström. Han blev student vid Uppsala universitet 1808, fil.mag. 1815, docent i grekiska 1818, e.o. adjunkt i filosofi 1825 och lektor i samma ämne i Strängnäs 1828. 
Sedan han prästvigts 1832, utnämndes han samma år till kyrkoherde i Viby och Tångeråsa i Närke, blev kontraktsprost i Edsbergs kontrakt 1839, erhöll förflyttning till Örebro pastorat och blev samma år kontraktsprost i Örebro kontrakt. Gumælius blev teologie doktor 1844 och uppfördes 1852 på förslag till biskop i Strängnäs stift, men posten gick slutligen till en annan. 
Han blev ledamot av Lantbruksakademien 1841 (hedersledamot 1864), av Vetenskapsakademien 1857 och hedersledamot av Kungliga Vitterhets Historie och Antikvitets Akademien 1862 samt var ledamot av flera andra akademier och vetenskapliga samfund. 
På sin prästgård gjorde Gumælius banbrytande försöksodlingar, och utgav Tidskrift för trädgårdsodling och blomsterskötsel.
Han gifte sig 1842 med Carolina Gustafva Geijer, dotter till Bengt Reinhold Geijer av släkten Geijer. En sentida ättling är ambassadören, författaren och ämbetsmannen i FN Jan Mårtenson. Gumælius är begravd på Nikolai kyrkogård i Örebro.

## Författarskap
Gumælius greps av den romantiska rörelsen bland Uppsalastudenterna, medarbetade både i Poetisk kalender, Svensk litteratur-tidning och Iduna, i vilken senare han publicerade Hertig Fredrik af Normandie, Sveriges första medeltidsdikt, och redigerade tidskriften Svea 1818–23. 
1828 utgav han första delen av en originalroman, Thord Bonde, med ämne från Albrekts av Mecklenburg regering; berättelsen gick i Walter Scotts stil och var den första historiska romanen i Sverige; inlagda dikter har redondillans form. Fullbordandet av denna roman liksom fortsättningen av Gumælius litterära verksamhet över huvud hindrades genom Gumælius flyttning till landet, där hans prästerliga kall och en ytterst mångsidig kommunal och humanitär verksamhet lade beslag på hans tid. 
Hans entusiasm för svensk historia ledde emellertid till en större poetisk komposition, och 1858 överraskade Gumælius allmänheten med sin Engelbrekt, en diktcykel i nio sånger (2:a uppl. 1862). Följande år erhöll Gumælius Kungliga priset av Svenska akademien. 14 oktober 1865 höll Gumælius i Örebro ett tankerikt och glänsande tal (tryckt samma år) vid avtäckningen av den minnesstod hans sånger frammanat. Han invaldes i, och blev den siste kvarlevande ledamoten av, det av romantiken präglade Götiska förbundet.
Som tecknare är han bland annat representerad vid Örebro läns museum.

## Politisk verksamhet
Som riksdagsman i prästeståndet bevistade Gumælius ståndsriksdagarna 1840–66 som medlem av statsutskottet, samt som representant i andra kammaren för Örebro stad riksdagarna 1867–69. I prästeståndet var han moderat liberal och ofta tidsandans, fördragsamhetens, reformens, till sist representationsreformens, livlige och kraftige förespråkare. Särskilt var han alltid en varm förkämpe för vetenskapens och konstens intressen. I kommunala uppdrag utvecklade Gumælius mångsidig verksamhet och nitälskade särskilt för skolväsendet, såväl för folkskolan som för Nya Elementarskolan.

## Priser och utmärkelser
- 1841 – Ledamot av Lantbruksakademien
- 1857 – Ledamot av Musikaliska Akademien
- 1857 – Ledamot av Vetenskapsakademien
- 1859 – Kungliga priset
- 1862 – Hedersledamot av Vitterhetsakademien
- 1866 – Ledamot av Konstakademien

### Övriga källor
- Ragnar Amenius: Gustaf Wilhelm Gumælius i Svenskt biografiskt lexikon (1967–1969)
- Gumaelius, Gustaf Vilhelm i Nordisk familjebok (andra upplagan, 1909)
- Svenska män och kvinnor, band 3, Stockholm 1946, s. 140 f
- Jan Mårtenson, Att kyssa ett träd, Stockholm 2007